# Boussoukoula
Boussoukoula ist sowohl eine Gemeinde (französisch commune rurale) als auch ein dasselbe Gebiet umfassendes Departement im westafrikanischen Staat Burkina Faso in der Region Sud-Ouest und der Provinz Noumbiel. Die Gemeinde hat 7211 Einwohner.